# ميتال غير سوليد: بيس والكر
ميتال غير سوليد: بيس والكر (Metal Gear Solid: Peace Walker)، بالعربية (العتاد المعدني الصلب: المتظاهرين لأجل احلال السلام) هي لعبة فيديو أنتجتها كونامي و كوجيما برودكشنز و تم إصدارهاش1
لـ بلاي ستيشن بورتبل عام 2010 وصدرت ضمن ميتال غير سوليد إتش دي كوليكشين لـ بلاي ستيشن 3 و إكس بوكس 360 في 2011 ثم صدرت مرة أخرى على بلاي ستيشن 3 ضمن ميتال غير سوليد ذا ليقاسي كوليكشين. مخرج اللعبة هيديو كوجيما

## الحبكة
تدور أحداث القصة في كوستا ريكا في العام 1974. بعد نجاح شخصية بيج بوس في تخليص العالم من شر مؤكد وتكريمه، يتقاعد ليشكل منظمة تحت اسم جنود بلا حدود (Soldiers without borders) والتي يتم التعاقد معها من قبل شخصيات مريبة للتخلص من أعداء معيين. ومع تتابع الأحداث من خلال مساعدتك للمنظمة المقاومة المحلية، تكتشف فيما بعد أن هناك حرب دائرة خفية بين جواسيس روس وأمريكيين لتفعيل ودفع عجلة مشروع الآلة المدمرة بيس والكر التي يسعون من خلالها السيطرة على العالم.

## الشخصيات
Snake (Big Boss)
قائد مجموعة مرتزقة تحت اسم Militaires Sans Frontieres (جنود بلا حدود)، ترك سنيك مجموعة الوطنيين بعد ما اشتغل معهم لفترة، واللي كان قائدها هو Major Zero نفسه قائد سنيك في الجزء الثالث واللي يعطيه أوامر المهمة اللي صارت في روسيا.
Kaz Miller
نائب سنيك في قيادة مجموعة المرتزقة، وهو مدرب المجموعة ويعلمهم على الـSurvival (البقاء على قيد الحياة) وغيرها من الدورات العسكرية الأساسية.
Amanda
قائدة ثورة الساندانيستا (منظمة سياسية في نيكاراجوا). معها أخوها الصغير تشيكو Chico واللي يطمح انه يكون مثل تشي جيفارا إذا كبر.
Paz Ortega Andrade
طالبة جامعة، تشتبك أحداثها في القصة بشكل أساسي بعد ما تكون طالعة في “رحلة دراسية” تابعة للجامعة.
Huey
عالم يشتغل لصالح منظمة حرس السلام (Peace Sentinels)
Cecile
طالبة جامعية، تدخل في أحداث القصة ضمن رحلتها اللي تتعلق بدراسة عصافير نادرة في كوستا ريكا.
Coldman
عدو اللعبة الرئيسي، وهو صاحب منصب كبير في الاستخبارات الأمريكية.
Ramon Galvez
وهو معلّم ومدرس لباز.
Dr. Strangelove
عالمة ذكاء اصطناعي بريطانية الجنسية، تم توظيفها من قبل كولدمان عشان تشتغل معه على مشروع “بيس ووكر”.
اللعبة تشير بشكل مباشر أو غير مباشر لبعض الشخصيات من الجزء الثالث، مثل ذا بوس وايفا والرائد زيرو.

## ملخص القصة
قصة اللعبة تنقسم إلى خمس فصول رئيسية.
مدخل: جنود بلاد حدود (ٍSoldiers Without Borders)
في بداية القصة، تصير أحداث القصة في كولومبيا. يقدم كاز ميلر سنيك إلى باز ومعلمها في الجامعة ريمون جالفيز، والذان يمكن أن يصيرا “عميلين” لمجموعة المرتزقة التي يديرها سنيك وميلر، ويشرح جالفيز سبب مجيئ سنيك، حيث قال أن حكومة كوستاريكا أرسلته ليناقش سنيك في إمكانية توظيف مجموعة المرتزقة خاصته في القضاء على “ميليشيات مسلحة” خارجة على الدولة.
ويعتقد كاز ميلر وسنيك ان الميليشيات لها علاقة بالاستخبارات الأمريكية، وافق سنيك وميلر على الصفقة وتم اعطاء مجموعة المرتزقة “قاعدة بحرية” في الكاريبي لينفذوا منها مهماتهم ضد الميليشيات.
وبعد مرور بضعة أيام على الصفقة، وصل سنيك ومجموعته إلى كوستاريكا وبدأو يشتغلون عليها، قابلت باز سنيك وقالت له انها تعرضت للتعذيب هي وصديقتها، وانهم بالصدفة وهم في رحلتهم الدراسية مرّوا بمكان محظور وسمعوا فيه ناس يتكلمون عن “أسلحة” تم شحنها في عربات عسكرية وارسالها إلى جبل إيرازو.
بعد أن سمع سنيك هذا الكلام، وحصل على بعض الأفلام وأشرطة المسجلات التي تحتوي على معلومات مشتتة، إزداد شك سنيك في وجود علاقة بين الاستخبارات الأمريكية والميليشيات، وأن الاستخبارات تنوي أن تعطي هذا الجيش السلاح النووي من أجل أن يحكموا سيطرتهم على منطقة أمريكا الجنوبية بالكامل.
الفصل الأول: دولة بلا جيش (A Country Without an Army)
قرر سنيك أن يتواصل مع مجموعة ثوّار الساندانيا ليحصل على معلومات أكثر، وفي إحدى مهمات سنيك، أنقذ وحدة صغيرة من الثوّار تقودها امرأة تدعى أماندا، التي أعطت سنيك بعض المعلومات المهمّة عن علاقة الاستخبارات الأمريكية بالميليشيات فضلا عن معلومات تخص شحنة الأسلحة التي على وشك أن تصلهم.
بعد تقدم الأحداث، يتم القبض على تشيكو (أخو أماندا الصغير) وينقذ سنيك أماندا من القبض ولكن انكسرت رجل أماندا في عملية الإنقاذ. ينقذ سنيك تشيكو ويلقى عنده معلومات توصله إلى منطقة إيرازو، واللي يقابل فيها هيوي وكولدمان يتكلمون عن “اطلاق صواريخ نووية”. ينتهي النقاش بين هيوي وكولدمان بغضب من كولدمان واللي قرر يتخلى عن هيوي.
ينقذ سنيك هيوي ويعرض عليه الانضمام لمجموعته، وفي نفس اللقطة يشوف سنيك آلة بيس ووكر لأول مرة. يقاتل سنيك أول زعماء اللعبة، وهو عبارة عن آلة متحركة لها ذكاءها الاصطناعي الخاص.
بعد القتال، يعرض هيوي لسنيك كل معلومات مشروع بيس ووكر، وهو عبارة عن نظام حربي متطوّر بامكانه التحرك من مكانه بناءً على ذكاءه الاصطناعي الخاص فيه، بالإضافة إلى قدرته على حمل رؤوس نووية. يعرض هيوي على سنيك انه يتجه إلى مختبر متخصص في صنع وحدات الذكاء الاصطناعي لبيس ووكر.
الفصل الثاني: البطل الوهمي (The Phantom hero)
يتسلل سنيك في هذا الفصل إلى القاعدة اللي فيها المختبر باستخدام بطاقة هيوي، واللي بدأ يطوّر آلة حربية خاصة بقاعدة سنيك. وهو في مهمته هذي، يقابل سيسيل واللي كانت متخبطة وضايعه في الغابة. تتكلم سيسيل عن القاء القبض عليها بعد ما سجلت أصوات عصافير داخل قاعدة عسكرية ما كانت تدري انها داخلها.
بعد دخول سنيك إلى المختبر بنجاح، يقابل سترينج لوف (Strangelove) واللي تشرح لسنيك انها قدرت تنسخ “السلوك الذهني” لذا بوس وانها بتحط الذاكرة هذي وسط آلة بيس ووكر. تشرح سترينج لوف لسنيك آلة بيس ووكر وان بامكانها اطلاق رؤوس نووية، وانها بتدمج الذاكرة الاصطناعية لذا بوس داخل بيس ووكر بحيث الآلة تصير تتخذ القرار في الوقت المناسب، لانها تعتقد ان ذهن ذا بوس هو الذهن الأفضل والأعقل.
انصدم سنيك من المشروع ومن استغلال سترينج لوف لذا بوس وعدم احترامها لموت ذا بوس، وحاول يخرب المشروع ولكنه فشل وأغمى عليه في محاولته. صحى سنيك في وسط ساحة مفتوحة وشاف هليكوبتر تحمل معها الذاكرة الاصطناعية لذا بوس. بعدها سنيك يواجه الزعيم الثاني في اللعبة، وهي آلة اصطناعية متحركة لها ذكاءها الاصطناعي الخاص فيها. بعد القتال توصل معلومات لسنيك عن موقع بيس ووكر وانه الآن وصل مرحلة التجربة.
الفصل الثالث: ولادة أمّة (A Nation Reborn)
يلقى سنيك خيل ذا بوس، وهو خيل مميّز الشكل كانت تركبه ذا بوس في الجزء الثالث. يبدأ سنيك مشواره إلى موقع بيس ووكر. بعد تسلّل سنيك بنجاح إلى بيس ووكر، يتجه إلى الذاكرة الاصطناعية ويسألها بعض الأسئلة عن مهمة سنيك ايتر (الجزء الثالث) واللي ما يقدر يجاوبها الجهاز. يحاول سنيك انه يدمر الجهاز ولكن يتم احاطة سنيك بجنود كثيرين وتم القاء القبض عليه.
بعد القاء القبض على سنيك، يبدأ كولدمان يشرح لسنيك مشروع بيس ووكر، وان أمريكا فقدت كرامتها بعد حادثة الصواريخ الكوبية، وان بيس ووكر راح يعيد

## روابط خارجية
- ميتال غير سوليد: بيس والكر على موقع IMDb (الإنجليزية)